# 濱田初美
濱田 初美（はまだ はつみ）は日本の経営学者。愛知大学法経学部経営学科卒業。現在、立命館大学経営大学院教授、中央大学大学院客員教授、ジー・ストラテジック・ビジョン株式会社取締役。

## 学歴
- 愛知大学法経学部経営学科卒業（法経学士）。

## 職歴
- 大学卒業後、山一證券株式会社に入社。その後、会計士事務所、ソニー商事株式会社に勤務する。
- ソニー株式会社に25年間（1981年～2006年）在籍し、その間、ISセンター管理部長、半導体企画調査部長、株式会社ソニー中村研究所取締役等を歴任。
- 2004～2005年、立命館大学大学院経営学研究科プロフェッショナルコース 非常勤講師。
- 2006～2010年、愛知大学大学院会計研究科 非常勤講師。
- 2006年4月より、立命館大学経営大学院（大学院経営管理研究科）教授〔現任〕。
- 2007～2010年度、立命館大学経営大学院（大学院経営管理研究科）副研究科長。
- 2009年4月より、中央大学大学院戦略経営研究科 客員教授〔現任〕。
- 2010年1月より、ジー・ストラテジック・ビジョン株式会社 取締役〔現任〕。

## 実績
- ソニーではM&A、新規事業、情報システム改革、半導体計画、トップマネジメントのサポート、グループ全体のコンサルティング等、一貫して経営戦略に携わる。

## 専門分野および担当科目
- 専門分野は「経営戦略」と「マネジメントコンサルティング」。
- 立命館大学経営大学院での担当科目は「競争戦略」、「経営政策」、「オーナーシップ」、「戦略経営の実践」、「課題研究」。
- 中央大学大学院戦略経営研究科での担当科目は「戦略特別研究」（実践イノベーションマネジメント）。

## 師弟系譜
1. 上田貞次郎
2. 増地庸治郞
3. 大石岩雄
4. 濱田初美

## 著書
- 「中国・ベトナム電子産業の動向」（編書）　1991年　日本電子機械工業会
- 「クラスター戦略」（共著）　2002年　有斐閣
- 「ロシア自動車産業の動向」　2005年　産業学会研究年報
- 「半導体クラスターのイノベーション」（共著） 2008年　中央経済社

## 学会報告
- アジア経営学会

「日本企業のアジア事業展開」　2003年5月
「韓国財閥系企業の経営戦略と国際競争優位」　2003年10月
「日本電子産業の新たなビジネスモデル」　2006年4月
- 国際ビジネス研究学会

「世界最大のPCメーカ : Dellの経営戦略」　2005年1月
「半導体産業のグローバルトレンド」　2008年10月
- 経済地理学会

「半導体産業のグローバルトレンドと東アジア」　2008年5月
- 産業学会

「IT大国に発展する中国の産業クラスター」　2002年6月
「韓国企業の経営戦略」　2003年6月
「ロシアの産業動向－自動車産業を中心として－」　2004年6月
「日本半導体産業の再生はあるか？」　2010年6月
「半導体業界における戦略提携の光と影」　2011年6月
- 日本経営教育学会

「韓国電子企業の経営戦略」　2004年5月
「オーナーシップについて考える」　2009年6月
「企業不祥事とオーナーシップ」　2011年5月